# Mercedes Marcó del Pont
Pour les articles homonymes, voir Marco et Pont.
Mercedes Marcó del Pont, née le 28 août 1959 à Buenos Aires, est une personnalité politique et économiste argentine.
Elle est députée de 2005 à 2008 pour le Front pour la victoire et présidente de la Banque centrale d'Argentine de 2010 à 2013. Depuis 2019, elle dirige l'Administration fédérale des revenus publics (es)

## Biographie
Mercedes Marcó del Pont est née et a grandi dans le nord de la capitale argentine, Buenos Aires. Elle est la nièce de Rogelio Frigerio, père du "développementalisme" (desarrollismo) argentin.
Mercedes a étudié l'économie à l'université de Buenos Aires. En 1987, elle a obtenu une maîtrise en économie internationale et développement de l'université de Yale, aux États-Unis.

## Carrière
De retour en Argentine, elle rejoint la Fondation de recherche pour le développement (FIDE), un groupe de réflexion fondé par son cousin Octavio Frigerio (fils du Rogelio Julio Frigerio) et, à partir de décembre 2005, en devient son adjointe.

## Vie privée
Elle est mariée et a trois enfants. Son mari est le célèbre psychiatre Jorge Cafferata, ancien directeur de l'hôpital Moyano.